# La Dame blanche (opéra-comique)
Pour les articles homonymes, voir Dame Blanche.
La Dame blanche est un opéra-comique en trois actes de François-Adrien Boieldieu, sur un livret d’Eugène Scribe, créé le 10 décembre 1825 à l’Opéra-Comique. L'œuvre s'inspire de deux romans de Walter Scott, Le Monastère et Guy Mannering.

## Personnages
- Gaveston, ancien intendant des comtes d’Avenel ;
- Anna, sa pupille ;
- Georges, jeune officier anglais ;
- Dikson, fermier des comtes d’Avenel ;
- Jenny, sa femme ;
- Marguerite, ancienne domestique des comtes d’Avenel ;
- Gabriel, valet de ferme de Dikson ;
- Mac-Irton, juge de paix du canton.

## Argument
En Ecosse, en 1759, Dickson, fermier des contes d'Avenel, est sur le point de baptiser un fils qui vient de naître lorsqu'il apprend que le shériff, qu'il avait choisi pour parrain, est malade. Le baptême ne peut avoir lieu ; grande douleur de Dickson, de sa femme et de ses invités. Arrive Georges, un jeune sous-lieutenant d'infanterie au service du roi d'Angleterre qui vient leur demander l'hospitalité. Bien accueilli, il se voir proposer subitement par Jenny, femme de Dikson, d'être le parrain de son fils. Georges accepte, et, resté seul avec Dikson, il lui raconte son histoire. Il ne sait rien ni de sa famille ni de son enfance, si ce n'est de grands domestiques qui le portaient dans leurs bras et d'une petite fille avec laquelle il jouait, et d'une vieille femme qui lui chantait des chansons. Puis il fut transporté sur un vaisseau sous les ordres de Ducan, son oncle, s'échappa, devint soldat et sa bravoure lui valut l'estime de son colonel, lequel mourut bientôt dans une bataille. Lui est recueilli dans une chaumière et soigné par une jeune fille qu'il veut retrouver. Dikson lui parle du château des contes d'Avenel et lui apprend comment le dernier comte a été proscrit et le domaine doit être vendu, et racheté par l'intendant que personne n'aime. D'ailleurs, on aurait vu la Dame Blanche se promener vers le château... 

## Scénographie

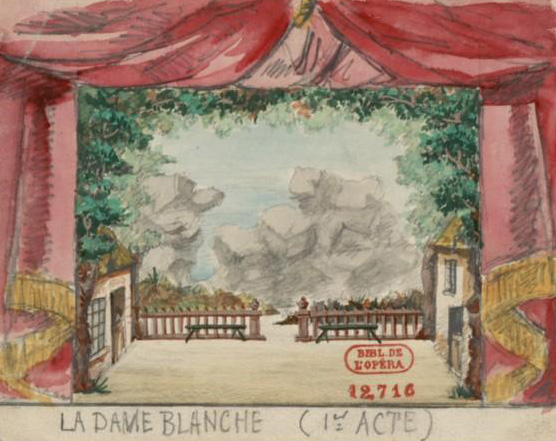
Esquisse de décor de l'acte I
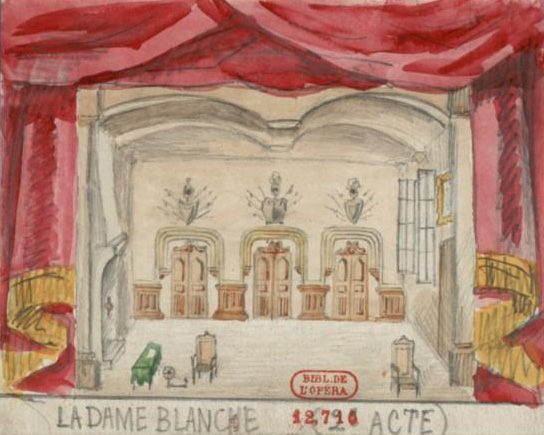
Esquisse de décor de l'acte II
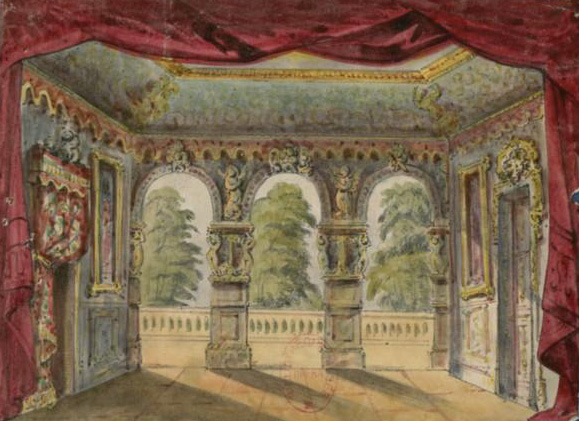
Esquisse de décor de l'acte III
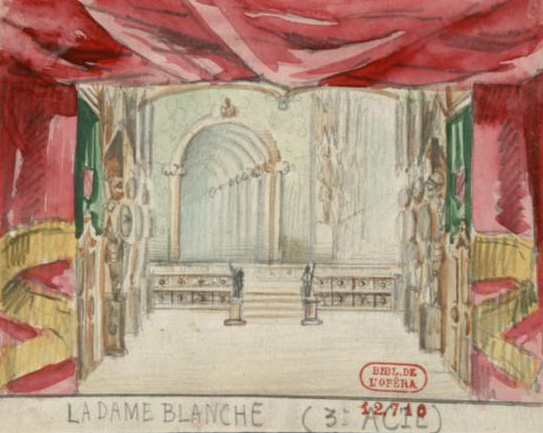
Esquisse de décor de l'acte III
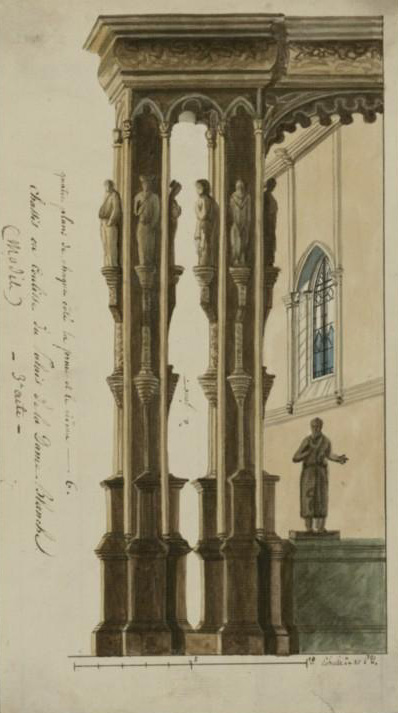
Détail du décor de l'acte III
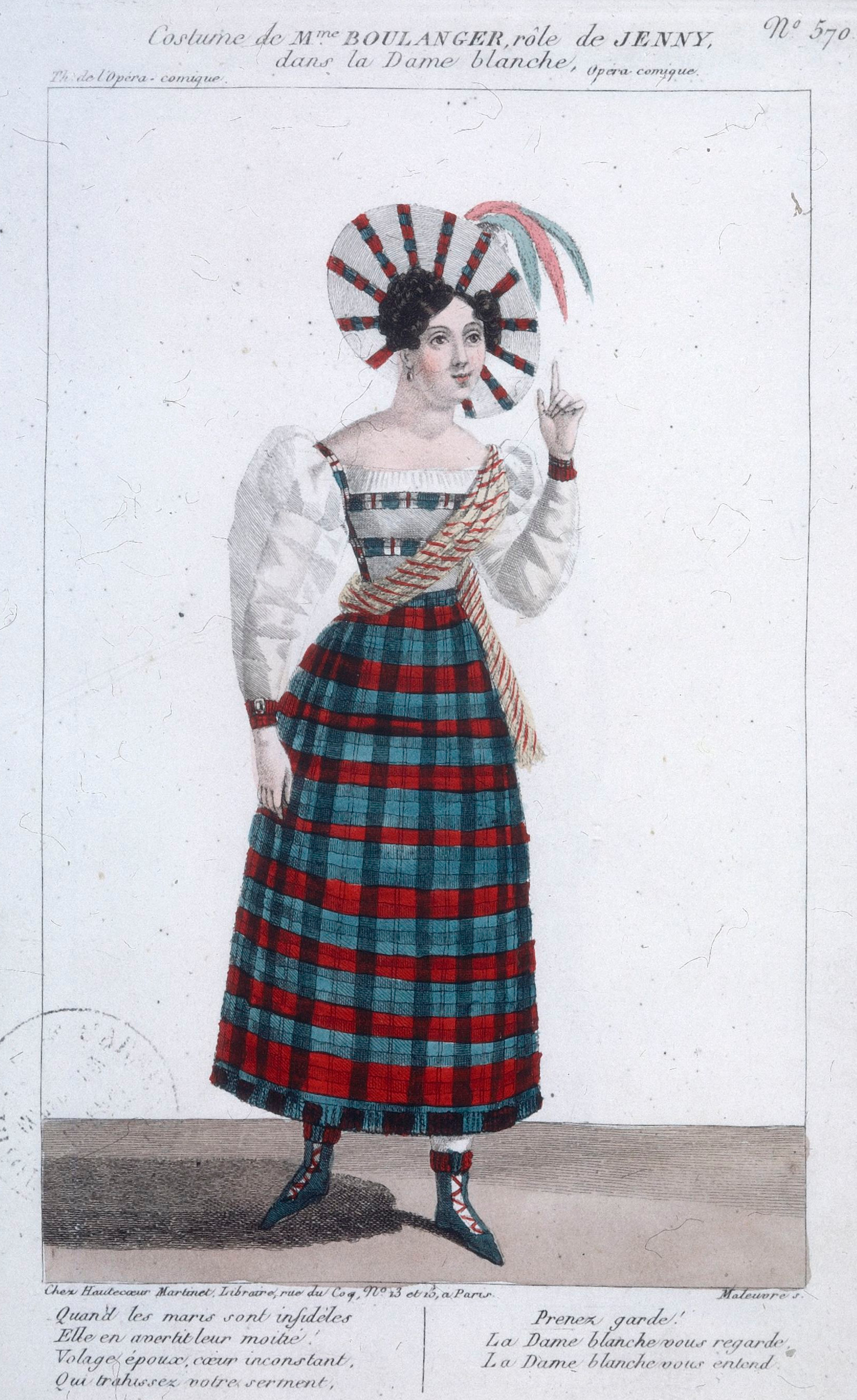
Costume de Jenny

## Emprunts et postérité
- En 1861, dans Monsieur Choufleuri restera chez lui le..., au no 4, lorsque Babylas chante « J'arrive, j'arrive, en vaillant paladin », il cite le no 5 de La Dame blanche
- En 1867, dans La Grande-duchesse de Gérolstein, au no 18, lorsque Fritz chante « Ah quel plaisir d’être soldat ! », les librettistes lui font citer le no 1 de La Dame blanche.
- En 1869, dans L'écossais de Chatou, Ducornet est tellement « fan » de La Dame blanche qu'il renomme ses domestiques « Jenny et Dickens » et qu'ils vont se déguiser en « Monsieur et Madame George Brown » !!! Les citations musicales sont aussi multiples[2].
- En 1875, dans Le Voyage dans la Lune, la scène de la vente (Finale de l'acte II) parodie la scène de la vente de l'acte III de La Dame blanche[3].
- Dans l'album de Tintin Le Crabe aux pinces d'or, Tintin, enivré par les vapeurs de vin, chante un extrait de La Dame blanche.

Dans le film Viva Maria de Louis Malle (1965), les deux Maria interprètent un passage de l'ouverture de la Dame Blanche.

## Discographie
- La Dame blanche, Rockwell Blake, Annick Massis, Mireille Delunsch, Laurent Naouri, Jean-Paul Fouchécourt, Sylvie Brunet – Chœur de Radio France et Ensemble Orchestral de Paris – Direction Marc Minkowski – Emi Classics
- La Dame blanche, Michel Sénéchal, Aimé Doniat, Françoise Louvay, Adrien Legros – Direction Pierre Stoll – Musidisc 2004